# Пиорако
Пио̀рако (на италиански: Pioraco) е село и община в Централна Италия, провинция Мачерата, регион Марке. Разположено е на 443 m надморска височина. Населението на общината е 1307 души (към 2010 г.).